# Cohicaleyrodes descarpentriesi
Cohicaleyrodes descarpentriesi là một loài côn trùng cánh nửa trong họ Aleyrodidae, phân họ Aleyrodinae.
Cohicaleyrodes descarpentriesi được Cohic miêu tả khoa học đầu tiên năm 1968.